# Ahrensnest

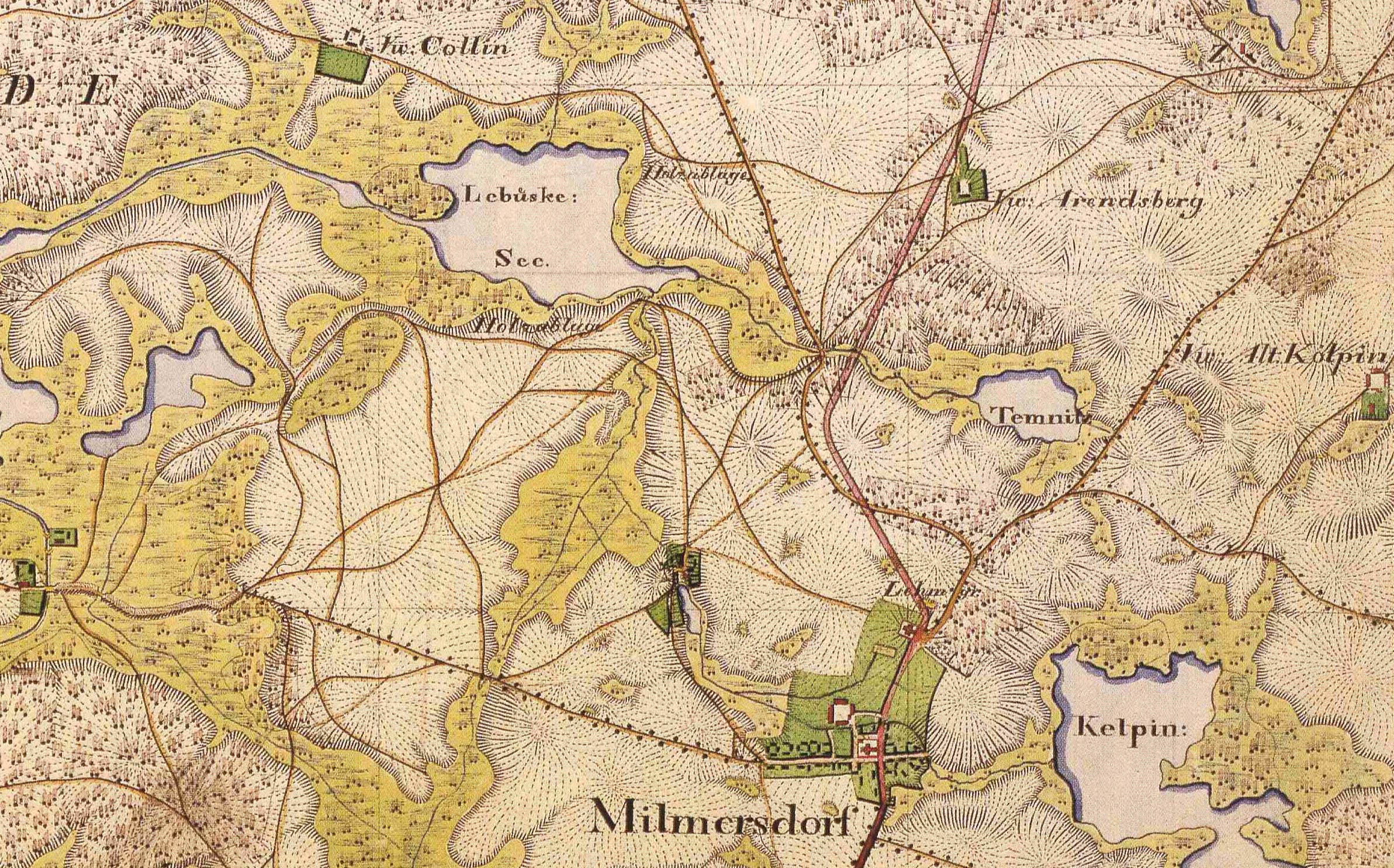
Milmersdorf mit Vorwerken Ahrensberg, Alt Kölpin und Collin, Milmersdorfer Mühle, und Ahrensnest (ohne Namen, linker Rand), Ausschnitt aus dem Urmesstischblatt 2847 Templin von 1825

Ahrensnest ist ein Wohnplatz in der Gemeinde Milmersdorf im Landkreis Uckermark (Brandenburg). Um/vor 1761 wurde hier ein Haus für einen Schleusenwärter am Verbindungskanal Lübbesee und Zaarsee gebaut.

## Lage
Ahrensnest liegt rd. 6,5 Kilometer östlich der Altstadt von Templin, etwa drei Kilometer westnordwestlich vom Ortskern von Milmersdorf an der L 23, die von Milmersdorf nach Templin führt. In Ahrensnest zweigt eine kleine Straße nach Engelsburg ab. Der Kern der Siedlung Ahrensnest liegt auf 52 m ü. NHN.

## Geschichte
Der Name Ahrensnest ist ein Flurname, der bereits 1320 erstmals genannt wird. Damals wurde der Stadt Templin ihre Besitzungen im Südosten und Osten bestätigt, darunter den Ahrensnest. 1325 ist der Wald Ahrensnest erwähnt. 1603 führten die Arnim'schen Untertanen zu Milmersdorf und die Stadt Templin einen langjährigen Rechtsstreit wegen der Grenzen hinter dem Arensnest gelegen. 1616 war der Wald Ahrensnest und die Wiesen dabei in städtischem Besitz.
1761 ist erstmals nun auch eine Siedlung genannt. An einer Schleuse am Kanal, der Lübbesee und Zaarsee verbindet, war ein Haus für einen Schleusenwärter erbaut worden. 1766 wurden Pläne zur (Wieder-)Besiedlung der wüsten Feldmarken Ahrensdorf, Ahrensnest und Hermsdorf ausgearbeitet. Verwirklicht wurde nur die Besiedlung der wüsten Feldmark Ahrensdorf. Zum Schleusenwärterhaus gehörten vier Hufen und zwei Morgen Land, die Hufe zu 30 Morgen, also insgesamt 122 Morgen Land. 1795 wohnte in dem Haus ein Schleuseninspektor. 1801 war er jedoch wieder nur ein Schleusenwärter. Inzwischen waren zwei weitere Feuerstellen entstanden, vermutlich in einem Doppelhaus. Damals hatte Ahrensnest 18 Einwohner. 1817 und 1820 ist das ursprüngliche Wohnhaus erneut als Schleusenwärterhaus benannt. Ahrensnest hatte damals 10 Einwohner. 1837 ist das Schleusenwärterhaus und ein Tagelöhnerhaus genannt. Besitzer war der Magistrat zu Templin. Die Stelle des Schleusenwärters muss bald danach aufgehoben worden sein. 1840 ist Ahrensnest ein Etablissement mit drei Wohnhäusern und 24 Einwohnern. 1860 standen neben den drei Wohnhäusern auch vier Wirtschaftsgebäude. 1871 hatte die Colonie Ahrensnest 22 Einwohner, die in vier Wohnhäusern lebten. 1907 wohnten ein Bauer und ein Maurer in Ahrensnest.
Ahrensnest war auf der Stadtmarkung von Templin errichtet worden. Es ist auch noch 1931 und 1959 Wohnplatz der Stadt Templin. Seit 1961 ist Ahrensnest ein Wohnplatz der Gemeinde Milmersdorf.
| Jahr      | 1801 | 1817 | 1835 | 1840 | 1858 | 1871 | 1895  | 1925 |
| Einwohner | 18   | 10   | 12   | 24   | 29   | 22   | k. A. | 25   |